# 具志川市
具志川市（ぐしかわし）は、かつて沖縄県・沖縄本島の中部にあった市である。
沖縄県第二の都市である沖縄市に隣接する、人口6万5000人の中堅都市であった。
2005年4月1日に、隣接する石川市、中頭郡勝連町・与那城町と合併してうるま市となったため消滅した。市役所はもともと平良川にあったが、1987年に現在のみどり町に移転し、合併後はそのままうるま市役所となった。現在はうるま市中心部として発展している。

## 地理
沖縄本島中部、勝連半島の付け根に位置し、唯一金武湾と中城湾に面する。
プロ野球の中日ドラゴンズが、春季キャンプを行っていたことがある。

## 地名
- 赤野（あかの）
- 赤道（あかみち）
- 安慶名（あげな）
- 西原（いりばる）
- 上江洲（うえず）
- 宇堅（うけん）
- 江洲（えす）
- 栄野比（えのび）
- 大田（おおた）
- 兼箇段（かねかだん）
- 川崎（かわさき）
- 川田（かわた）
- 喜仲（きなか）1 - 4
- 喜屋武（きゃん）
- 具志川（ぐしかわ）
- 昆布（こんぶ）
- 塩屋（しおや）
- 州崎（すざき）
- 平良川（たいらがわ）
- 高江洲（たかえす）
- 田場（たば）
- 天願（てんがん）
- 豊原（とよはら）
- 仲嶺（なかみね）
- 前原（まえはら）
- みどり町（みどりまち）1 - 6
- 宮里（みやざと）

現在の住所は、うるま市となった他の地域と異なり、字名・町名がそのまま引き継がれている。例えば「具志川市みどり町」なら「うるま市みどり町」、「具志川市字安慶名」なら「うるま市字安慶名」。うるま市の次に「字」がつけられるのは旧具志川市域のみである。

## 歴史
- 1825年8月24日： 台風接近により高潮が発生。上江洲で死者52人[1]。
- 1908年4月1日 : 島嶼町村制により中頭郡具志川間切が具志川村となる。
- 1945年9月 : 地方行政緊急措置要綱に基づき前原市が設置される（同年末に廃止）。
- 1963年 : ベトナム戦争の激化に伴い天願桟橋を拡張。
- 1968年7月1日 : 市に昇格し、具志川市となる。
- 1973年 : 安慶名十字路の北側が返還される。
- 1987年 : 市役所をみどり町に移転する。
- 2005年4月1日 : 石川市・勝連町・与那城町と合併、うるま市となり消滅。

1908年から1968年までの「具志川村」であった期間には、久米島にも具志川村（現在の久米島町）が存在していた。このため、郵便物などには郡を明記して区別する必要があった。

## 隣接していた自治体
- 沖縄市
- 石川市（現在のうるま市）
- 中頭郡与那城町（同）
- 中頭郡勝連町（同）

## 行政

### 歴代市長
特記なき場合『日本の歴代市長 : 市制施行百年の歩み』などによる。
米軍施政下
| 代 | 氏名     | 就任                     | 退任               | 備考                   |
| -- | -------- | ------------------------ | ------------------ | ---------------------- |
| 1  | 新垣幸蒲 | 1968年（昭和43年）7月1日 | 1972年（昭和47年） | 旧具志川村長、本土復帰 |

公選
| 代 | 氏名     | 就任                      | 退任                      | 備考 |
| -- | -------- | ------------------------- | ------------------------- | ---- |
| 1  | 新垣幸蒲 | 1972年（昭和47年）        | 1974年（昭和49年）5月21日 |      |
| 2  | 當銘由親 | 1974年（昭和49年）5月22日 | 1994年（平成6年）5月21日  |      |
| 3  | 仲本景美 | 1994年（平成6年）5月22日  | 1998年（平成10年）5月21日 |      |
| 4  | 知念恒男 | 1998年（平成10年）5月22日 | 2005年（平成17年）3月31日 | 廃止 |

## 教育
県立高等学校
- 具志川高等学校
- 前原高等学校
- 具志川商業高等学校
- 中部農林高等学校
- 沖縄高等養護学校

市立中学校
- 具志川中学校
- あげな中学校
- 具志川東中学校
- 高江洲中学校

市立小学校
- 具志川小学校
- あげな小学校
- 兼原小学校
- 川崎小学校
- 高江洲小学校
- 田場小学校
- 天願小学校
- 中原小学校
- 赤道小学校

## 交通

### 道路
- 沖縄自動車道（旧市内は通過のみで最寄りのインターチェンジは沖縄北インターチェンジ）
- 国道329号
  - 石川バイパス
- 沖縄県道75号沖縄石川線（主要地方道）
- 沖縄県道10号伊計平良川線（主要地方道）
- 沖縄県道85号沖縄環状線（主要地方道）
- 沖縄県道8号線
- 沖縄県道16号線
- 沖縄県道33号具志川沖縄線
- 沖縄県道36号線
- 沖縄県道37号線
- 沖縄県道224号具志川環状線
- 沖縄県道239号与那城具志川線
- 沖縄県道255号石川池原線（石川バイパス開通前の旧国道329号）

### 路線バス
琉球バス交通、沖縄バス、東陽バスが旧市内に乗り入れているが、琉球バス交通が最も多く大半の路線が具志川バスターミナル止まりとなる。うるま市全域を含めても、那覇バスターミナル発で市内を通過するのは111番の高速バスと77番の辺野古経由名護東線のみとなった。
琉球バス交通の前身の琉球バスはもともと石川にバスターミナルが置かれていたが、1980年代に具志川に移った。沖縄バスは旧市内は通過のみで77番（辺野古経由名護東線）を除き屋慶名バスターミナル行きとなる。東陽バスは泡瀬営業所が前原にあるため、30番・泡瀬東線や31番・泡瀬西線などの路線が乗り入れている。一方、那覇バスは前身の那覇交通時代に石川方面のバスが旧市内を通っていたが、1998年に石川線撤退を最後に乗り入れがなくなり、現在は高速バスのみとなった。
路線の詳細は沖縄本島のバス路線を参照。
具志川バスターミナル止まりの路線
- 21番・新都心具志川線（琉球バス交通）
- 23番・具志川線（琉球バス交通）
- 63番・謝苅線（琉球バス交通）
- 90番・知花（バイパス）線（琉球バス交通）
- 110番・長田具志川線（琉球バス交通）
- 112番・国体道路線（琉球バス交通）
- 113番・具志川空港線（琉球バス交通） - 沖縄南IC・那覇IC間は沖縄自動車道を通る
- 223番・具志川おもろまち線（琉球バス交通）
- 263番・謝苅おもろまち線（琉球バス交通）
- 290番・知花おもろまち線（琉球バス交通）

泡瀬営業所止まりの路線
- 30番・泡瀬東線（東陽バス）
- 31番・泡瀬西線（東陽バス）
- 58番・馬天琉大泡瀬線（東陽バス）

旧市域を通過しうるま市内止まりの路線
（★印は屋慶名バスターミナルゆき、☆印は石川ゆき）
- 27番・屋慶名（大謝名）線（琉球バス交通・沖縄バス）★
- 52番・与勝線（沖縄バス）★
- 61番・前原線（沖縄バス）★
- 75番・石川北谷線（琉球バス交通）☆
- 80番・与那城線（沖縄バス）★
- 123番・石川空港線（琉球バス交通）☆ - 沖縄南IC・那覇IC間は沖縄自動車道を通る
- 127番・屋慶名（高速）線（沖縄バス）★ - 沖縄南IC・那覇IC間は沖縄自動車道を通る
- 227番・屋慶名おもろまち線（琉球バス交通・沖縄バス）★

うるま市内を通過する路線
- 77番・名護東（辺野古経由）線（沖縄バス）
- 111番・高速バス（琉球バス交通・沖縄バス・那覇バス・東陽バス4社共同運行） - 旧市内は通過のみで、最寄バス停は沖縄北ICバス停

### 主要施設
- 沖縄県立中部病院

## 出身有名人
- フィンガー5（歌手） - うるま市の項も参照。
- 比嘉愛未（女優） - うるま市の項も参照。
- 島袋龍夫（空手家） - うるま市の項も参照。
- 座安琴希（バレーボール選手） - うるま市の項も参照。
- 上間綾乃（民謡歌手）
- 神村吉郎（帝国議会衆議院議員）
- 神村孝太郎（琉球政府第3代行政副主席）
- 櫻井真理（現・くだかまり）（琉球放送ラジオパーソナリティー）